# سكوت ألين
سكوت ألين (بالإنجليزية: Scott Allen)‏ هو متزلج فني أمريكي، ولد في 8 فبراير 1949 في نيوآرك في الولايات المتحدة.

## وصلات خارجية
- سكوت ألين على موقع أوليمبيديا (الإنجليزية)
- سكوت ألين على موقع الموسوعة البريطانية (الإنجليزية)